# Fausto Bormetti
Fausto Bormetti (Bormio, 20 maggio 1965) è un ex fondista italiano.

## Biografia
Nato nel 1965 a Bormio, in provincia di Sondrio, a 22 anni ha partecipato ai Giochi olimpici di Calgary 1988, nella 50 km, arrivando 18º con il tempo di 2h10'20"7.
Ai campionati italiani ha vinto 2 argenti, nel 1986, nella 30 km e nella 50 km.
Dopo il ritiro è diventato tecnico federale.